# Brae Ivey
Billy Ray Ivey III, detto Brae (Huntington Beach, 25 agosto 1996), è un cestista statunitense.